# Shuvuuia deserti
Shuvuuia deserti ("ocell del desert") és una espècie de dinosaure teròpode que va viure al Cretaci superior en el que actualment és Mongòlia. És un membre de la família dels alvarezsàurids, uns petits dinosaures celurosaures que es caracteritzaven per tenir unes extremitats anteriors curtes però poderoses especialitzades per a excavar.